# Inalação

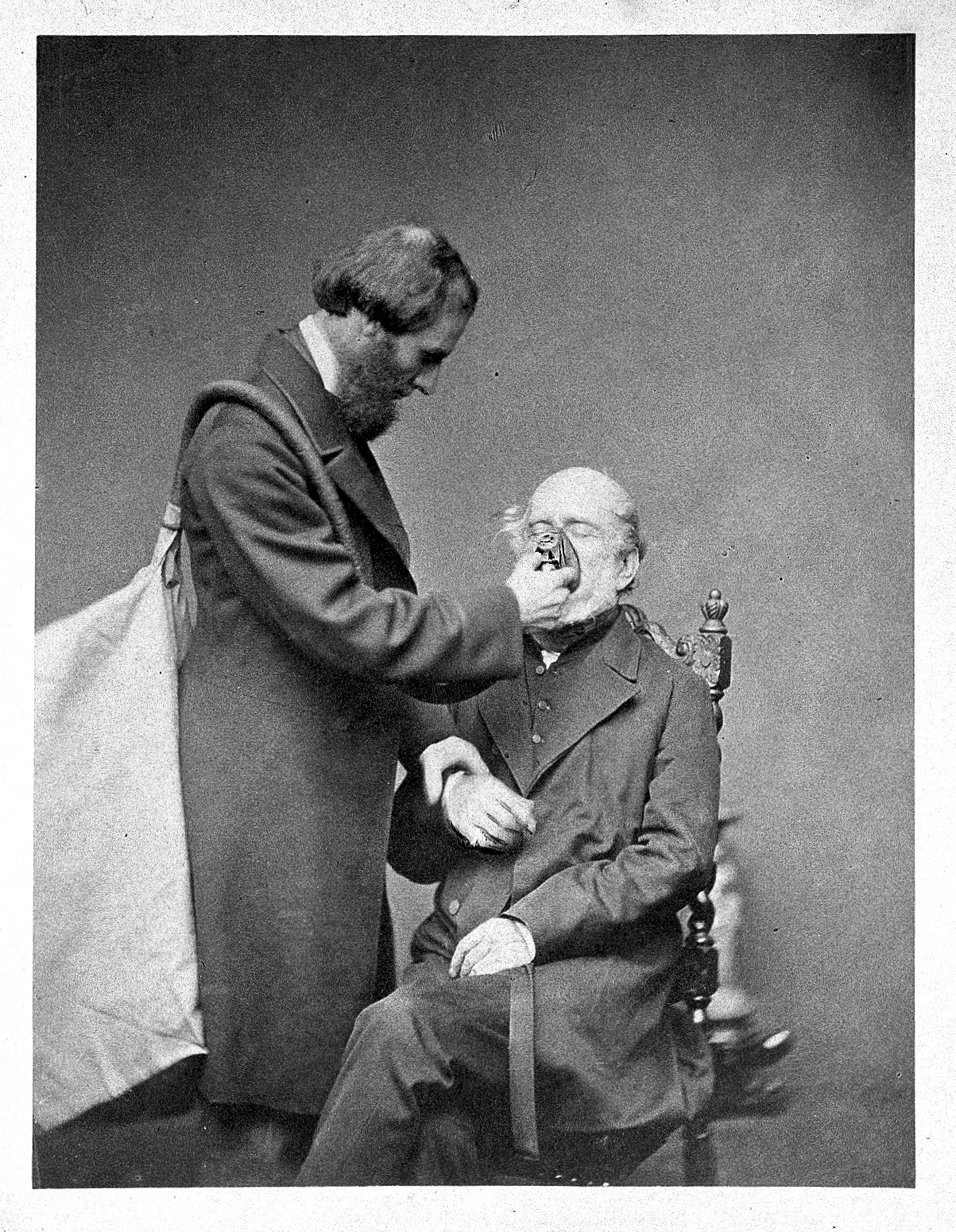
Inalação (1905)

Inalação ou Nebulização é a aspiração do ar do ambiente com substância inaláveis como vapor de água, medicamentos, através das vias respiratórias para dentro dos alvéolos pulmonares. Difere da inspiração que se refere a uma das fases da respiração.
As substâncias inaláveis podem apresentar-se já preparadas sob a forma de aerossóis (muito usados na asma brônquica) em que o produto a ser inalado está armazenado sob pressão, ou podem ser preparadas artesanalmente e administradas em forma de vapor de água com ou sem medicamentos associados, que umidifica o ar inspirado. Neste caso para a sua administração usam-se os nebulizadores. São muito úteis em pediatria nas nasofaringites virais